# Gian Domenico Giagni
Gian Domenico Giagni (Potenza, 8 luglio 1922 – Roma, 9 marzo 1975) è stato un poeta, sceneggiatore, regista e giornalista italiano.

## Biografia
Gian Domenico Giagni nasce a Potenza nel 1922, secondo di sei fratelli, figlio di un vinaio. Si trasferisce a Roma nel 1944 per frequentare la facoltà di architettura. Pubblica le prime poesie immediatamente dopo per importanti riviste La Fiera Letteraria e Botteghe Oscure grazie all'aiuto di Ungaretti, Sinisgalli e Bertolucci. 
Con il poeta Leonardo Sinisgalli ed il regista Franco Rossi tra il 1949 ed il 1951 realizza un programma radiofonico di letteratura e poesia che ebbe un grande successo: Il teatro dell'usignolo.
La sua attività radiofonica come sceneggiatore, adattatore e regista continuerà per tutta la vita con testi interpretati dai grandi "mostri sacri" del teatro e della radio dell'epoca: da Gassman a Manfredi, da Buazzelli a Sbragia, da Ubaldo Lay ad Alberto Lupo, da Tofano a Romolo Valli, ad Evi Maltagliati a Lilla Brignone, Ottavia Piccolo, Regina Bianchi a tanti altri.
Per il teatro ha curato la regia de Il bell'indifferente di Jean Cocteau interpretato da Lilla Brignone e realizzato per il Piccolo Teatro di Milano e la regia di un testo di Titina De Filippo, Virata di bordo, interpretato da Nino Taranto.
Diventa insieme a Giancarlo Sbragia direttore artistico degli Attori Associati, una compagnia di cui fanno parte, oltre che a Sbragia, Gianmaria Volontè, Enrico Maria Salerno, Valeria Valeri, Riccardo Cucciolla, Ivo Garrani, Sergio Fantoni. Scrive per quella compagnia anche un testo insieme a Sbragia Quarta Era sulla costruzione della prima bomba atomica a Los Alamos.
Per il cinema scrive film come La domenica della buona gente (1954) con Manfredi e Sophia Loren, tratto dal suo radiodramma scritto insieme a Vasco Pratolini per la radio nel 1952, per la regia di Anton Giulio Majano, Amici per la pelle (1955) e Smog (1961) entrambi per la regia di Franco Rossi, Italiani brava gente (1966) di Giuseppe De Santis.
Per la televisione dirige svariati testi di prosa tra i quali: La felicità domestica (1966) con Massimo Girotti; Karlov e le figlie da Turgenev con Buazzelli, Maltagliati, Luca Ronconi; Fermenti di O' Neill con Franco Parenti; Casa di bambola di Ibsen con Renato De Carmine e Giulia Lazzarini; Prima, durante e dopo la partita (1972) con Anita Laurenzi e Glauco Onorato; Il dono da Palazzeschi con 
Mario Scaccia (1973) .
Propone all'editore Ugo Guanda la prima edizione italiana delle poesie di Jacques Prévert (1961) di cui cura la prima traduzione italiana. 
Muore a Roma nel 1975 a 52 anni. 
È uscito postumo un volume di sue poesie Il confine, pubblicato nel 1976, a cura di Carlo Bernari e Vasco Pratolini.

## Vita privata
Sposato con Olga De Pilato (nipote del letterato potentino Sergio), la coppia ebbe due figli: Gianfranco, regista, e Riccardo, compositore.

## Prosa radiofonica Rai
- Chi canta, Emma o mia madre?, di Gian Domenico Giagni, regia di Guglielmo Morandi, 16 luglio 1948.
- Corpo 6, di Gian Domenico Giagni, regia di Guglielmo Morandi, 4 giugno 1949.
- La notte di Bertil, di Gian Domenico Giagni, regia di Franco Rossi, 27 luglio 1950.
- La domenica della buona gente, di Gian Domenico Giagni e Vasco Pratolini, 1952.
- Felicita Colombo, di Giuseppe Adami, regia di Gian Domenico Giagni, 9 giugno 1955.
- Incontri in una stazione di provincia, radiodramma di Paolo Levi, regia di Gian Domenico Giagni, trasmessa il 11 giugno 1959.

## Filmografia

### Sceneggiatura

#### Cinema
- La domenica della buona gente, regia di Anton Giulio Majano (1953)
- Amici per la pelle, regia di Franco Rossi (1955)
- Il principe fusto, regia di Maurizio Arena (1960)
- Smog, regia di Franco Rossi (1962)
- Italiani brava gente, regia di Giuseppe De Santis (1965)

#### Televisione
- L'ammiraglio, regia di Anton Giulio Majano - film tv (1965)
- Alle origini della mafia, di Enzo Muzii (1976)
- Una spia del regime, di Alberto Negrin (1976)

### Regia
- La felicità domestica (1966)
- Charlov e le figlie (1966)
- Casa di bambola (1968)
- Fermenti (1968)
- Prima, durante e dopo la partita (1972)

## Opere
- Il confine, a cura di Carlo Bernari e Vasco Pratolini, Basilicata Editrice, Matera, 1976